# Maison des jeunes
Pour les articles homonymes, voir Maison des jeunes (homonymie) et MDJ.
Une maison des jeunes (MDJ) est, au Québec, un organisme communautaire qui a pour but d'offrir un milieu de vie complémentaire à la famille et à l'école, et qui incite les jeunes à s'impliquer dans la communauté et dans l'organisation d'activités de leur maison. Plus précisément, les maisons des jeunes se donnent pour mission d’améliorer la qualité de vie des 12-17 ans en offrant des activités de loisir par et pour les jeunes.
Le but et la raison d’être d’une MDJ sont que les adolescents et les adolescentes deviennent autonomes, responsables et, qu'en développant des compétences personnelles et sociales, ils puissent faire une heureuse transition vers le monde adulte en devenant des citoyens critiques et actifs. Évidemment, ces buts ne sont réalisables qu’à long terme. Leur opérationnalisation serait impossible en l’absence d’objectifs spécifiques. Or, les moyens de rendre cette mission possible et de stimuler l’engagement sont d'encourager l'expression, l'implication et la responsabilisation des jeunes par le biais d'activités, de rencontres, de projets et d'événements qui se dérouleront avec l'aide d'adultes significatifs. Ce faisant, la MDJ espère contribuer significativement à développer chez les jeunes des habiletés à communiquer, l'estime de soi, l'esprit d'équipe et l'entraide.
La MDJ offre également aux jeunes, aux parents et aux intervenants des activités de sensibilisation et de prévention dans divers domaines relatifs à la jeunesse. De plus, elle offre des services d'écoute, de référence, d'accompagnement et d'intervention. Pour ce faire, elle développe aussi des partenariats avec les écoles, le CLSC, la ville et les autres ressources jeunesses existantes. Notamment, en passant autant de temps avec les jeunes et en étant aussi près d’eux, les intervenants sont bien placés pour dépister les problématiques reliées à la violence, à la consommation de drogues et d'alcool et à la délinquance future.
La MDJ offre un lieu de rencontres, d'échanges et d'activités aux jeunes qui désirent y participer sur une base volontaire.

## Services offerts
Les maisons des jeunes jouent un rôle essentiel dans l’accompagnement des adolescents en leur offrant un soutien structuré et bienveillant pour les aider à se préparer à devenir des adultes responsables et autonomes. Ces espaces accueillants proposent une grande variété d’activités et d’interventions adaptées aux besoins des jeunes, ayant pour objectif principal de développer leur autonomie ainsi que des compétences variées, tant sur le plan personnel que social. Ces maisons se distinguent par leur fonction de lieu de rencontre dynamique et sécurisant, où les jeunes, âgés de 12 à 17 ans, peuvent échanger et s’épanouir dans un cadre stimulant. Les activités qui y sont organisées sont animées par des bénévoles engagés ou des travailleurs sociaux qualifiés. Ces derniers assurent une présence régulière et créent des interactions significatives qui favorisent un sentiment d’appartenance et de soutien. Grâce à une approche préventive et participative, les maisons des jeunes visent un développement global des adolescents. Elles encouragent la créativité, la confiance en soi, et la coopération, tout en offrant des outils et des ressources pour mieux comprendre et surmonter les défis de la vie quotidienne. Ainsi, elles contribuent à former des citoyens responsables et épanouis, tout en répondant aux besoins spécifiques de cette période clé de leur vie.

## Défis et enjeux
Les maisons des jeunes jouent un rôle crucial dans l’épanouissement des adolescents, mais elles doivent relever plusieurs défis pour poursuivre leur mission. Le financement insuffisant, souvent limité à des subventions, des dons et des partenariats, freine le développement d’infrastructures, la diversité des activités et la rémunération compétitive des intervenants, rendant difficile l’attraction et la rétention de personnel qualifié. Ce manque de moyens réduit également leur capacité à proposer des formations adaptées aux besoins des jeunes. S’adapter aux besoins changeants des adolescents est un autre défi majeur. Les maisons des jeunes doivent répondre à des problématiques actuelles comme la santé mentale, le harcèlement en ligne et l’inclusion des jeunes issus de minorités ou en situation de précarité. Offrir un environnement accessible et inclusif nécessite de surmonter des obstacles financiers, culturels et géographiques. De plus, encourager la participation active des jeunes dans la gestion et l’organisation des activités reste complexe, souvent en raison d’un manque de confiance ou d’expérience. Les maisons doivent instaurer un cadre qui valorise leur implication. Enfin, mesurer l’impact des actions entreprises est essentiel pour garantir leur pertinence, mais cela nécessite des outils et des ressources souvent limités. Malgré ces défis, les maisons des jeunes demeurent des espaces essentiels pour le développement des adolescents. En misant sur l’innovation, des financements diversifiés et des partenariats renforcés, elles peuvent continuer à évoluer et à répondre aux besoins de la jeunesse tout en assurant leur pérennité.